# Liste der Nummer-eins-Hits in Mexiko (2009)
| Singles | Alben |
| --- | --- |
| - Luis Fonsi – No me doy por vencido - 12 Wochen (1. Dezember 2008 – 20. Februar 2009) - Kalimba – Se te olvidó - 4 Wochen (21. Februar – 20. Februar) - La Quinta Estación – Que te quería - 13 Wochen (21. März – 20. Juni) - Fey – Lentamente - 1 Woche (21. Juni – 27. Juni) - Paulina Rubio – Causa y efecto - 5 Wochen (28. Juni – 1. August, insgesamt 8 Wochen) - Fanny Lú – Tú no eres para mí - 1 Woche (2. August – 8. August) - Paulina Rubio – Causa y efecto - 3 Wochen (9. August – 29. August, insgesamt 8 Wochen) - Maria Jose – No soy una señora - 1 Woche (30. August – 5. September) - Shakira – Loba - 6 Wochen (6. September – 17. Oktober) - Jesse & Joy – Adiós - 1 Woche (18. Oktober – 24. Oktober) - Paulina Rubio – Ni rosas ni juguetes - 3 Wochen (25. Oktober – 14. November) - Alejandro Sanz con Alicia Keys – Looking for Paradise - 4 Wochen (15. November – 11. Dezember) - David Bisbal – Esclavo de sus besos - 2 Wochen (12. Dezember – 25. Dezember) - Alejandro Fernández – Se me va la voz - 1 Woche (26. Dezember 2009 – 1. Januar 2010) | - Alejandro Fernández – De noche: Clásicos a mi manera - 7 Wochen (48/2008 – 02/2009, insgesamt 10 Wochen) - Vicente Fernández – Primera fila - 2 Wochen (03/2009 – 04/2009, insgesamt 7 Wochen) - Alejandro Fernández – De noche: Clásicos a mi manera - 1 Woche (05/2009, insgesamt 10 Wochen) - Vicente Fernández – Primera fila - 1 Woche (06/2009, insgesamt 7 Wochen) - Alejandro Fernández – De noche: Clásicos a mi manera - 1 Woche (07/2009, insgesamt 10 Wochen) - The Bossa Masters - 1 Woche (08/2009) - Vicente Fernández – Primera fila - 1 Woche (09/2009, insgesamt 7 Wochen) - U2 – No Line on the Horizon - 3 Wochen (10/2009 – 12/2009) - Vicente Fernández – Primera fila - 1 Woche (13/2009, insgesamt 7 Wochen) - Wisin y Yandel – La mente maestra - 1 Woche (14/2009) - Vicente Fernández – Primera fila - 1 Woche (15/2009, insgesamt 7 Wochen) - Isa TKM – (Soundtrack) - 1 Woche (16/2009) - Depeche Mode – Sounds of the Universe - 1 Woche (17/2009) - Atrévete a soñar – (Soundtrack) - 1 Woche (18/2009, insgesamt 9 Wochen) - Vicente Fernández – Primera fila - 1 Woche (19/2009, insgesamt 7 Wochen) - Atrévete a soñar – (Soundtrack) - 2 Wochen (20/2009 – 21/2009, insgesamt 9 Wochen) - Wisin y Yandel – La revolución - 2 Wochen (22/2009 – 23/2009, insgesamt 3 Wochen) - Atrévete a soñar – (Soundtrack) - 1 Woche (24/2009, insgesamt 9 Wochen) - Jonas Brothers – Lines, Vines, and Trying Times - 1 Woche (25/2009) - Atrévete a soñar – (Soundtrack) - 1 Woche (26/2009, insgesamt 9 Wochen) - Michael Jackson – Thriller (25th Anniversary Edition) - 5 Wochen (27/2009 – 31/2009) - Michael Jackson – The Essential - 1 Woche (32/2009) - Wisin y Yandel – La revolución - 1 Woche (33/2009, insgesamt 3 Wochen) - Atrévete a soñar – (Soundtrack) - 2 Wochen (34/2009 – 35/2009, insgesamt 9 Wochen) - Gustavo Cerati – Fuerza natural - 1 Woche (36/2009) - Atrévete a soñar – (Soundtrack) - 2 Wochen (37/2009 – 38/2009, insgesamt 9 Wochen) - Panda – Poetics - 1 Woche (39/2009) - Madonna – Celebration - 1 Woche (40/2009) - Yuridia – Nada es color de rosa - 1 Woche (41/2009) - Shakira – Loba - 4 Wochen (42/2009 – 45/2009) - Alejandro Sanz – Paraíso express - 3 Wochen (46/2009 – 48/2009) - Thalía – Primera fila - 1 Woche (49/2009, insgesamt 9 Wochen) - Alejandro Fernández – Dos mundos: Evolucion - 5 Wochen (50/2009 – 02/2009) |